# Scampolo (1958)
Scampolo ist eine romantische Filmkomödie mit Romy Schneider aus dem Jahr 1958, eine Neuverfilmung von Scampolo, ein Kind der Straße (1932).
Auf Italienisch bedeutet Scampolo etwa Reststück.

## Handlung
Auf der italienischen Insel Ischia arbeitet das siebzehnjährige Waisenmädchen Scampolo als Fremdenführerin. Zudem trägt sie Wäsche für Marietta aus. Dabei trifft sie auf den mittellosen Nachwuchsarchitekten Costa. Obwohl Marietta sie vor den Männern warnt, beginnt zwischen Scampolo und ihm eine Liebe zu keimen.
Costa kann sich nur dank der Unterstützung seines begüterten Freundes, des Fotografen Andreas Michaelis, über Wasser halten. Er hofft, bei einem anstehenden Architekturwettbewerb einen Preis zu gewinnen. Scampolo, die von Andreas zunächst nichts weiß, leiht Costa etwas Geld, damit er die Wäsche bezahlen kann. Sie kommen sich vorsichtig näher, und Costa führt die unerfahrene Scampolo über die  Beziehungen von Andreas in die gehobenen Schichten ein.
Auf einem Fest tanzt sie mit dem Wohnungsbauminister und kritisiert mit naiver Unverblümtheit die falschen Aussagen des sich vor dem Minister brüstenden Bürgermeisters.
Als sich herausstellt, dass wegen eines Missgeschicks der Post Costas Entwürfe für den Wettbewerb gar nicht angekommen sind, bringt Scampolo sie persönlich zum Minister. Am Ende haben sich Costa und Scampolo gefunden.

## Produktionsnotizen
Die Uraufführung war am 27. Februar 1958 im Ufa-Palast Hamburg.

## Kritiken
„Die flott inszenierte und unterhaltsame Komödie lebt vom Spiel Romy Schneiders, die als unsicheres und zugleich vitales Mädchen in ihrer Natürlichkeit unechte Konventionen entlarvt.“